# Crosby Ravensworth
Crosby Ravensworth är en by (village) och en civil parish i Cumbria i nordvästra England. Orten har 538 invånare (2001). Den har en kyrka.